# Ronnie Ekelund
Ronnie Michael Ekelund (født 21. august 1972 i Glostrup) er en tidligere professionel dansk fodboldspiller, der i løbet af sin karriere fra 1988 til 2006 spillede midtbane og angriber i en række klubber i både Europa og USA.
Han debuterede som U17-landsholdsspiller i 1987 og kom derefter til FC Barcelona. Hans sidste klub var California Cougars, der spiller indendørs fodbold.
Ved Sommer-OL 1992 deltog han på Danmarks hold i fodbold.